# Токтамыс (Абайская область)
Токтамыс (каз. Тоқтамыс) — село в Абайском районе Абайской области Казахстана. Административный центр и единственный населённый пункт Токтамысского сельского округа. Код КАТО — 633249100.

## Население
В 1999 году население села составляло 1161 человек (572 мужчины и 589 женщин). По данным переписи 2009 года, в селе проживало 777 человек (399 мужчин и 378 женщин).

## Достопримечательности
В 20 км от села расположена популярная Коныраулиенская пещера.